# Deutsche Meisterschaften im Skispringen der Damen 2016
Die Deutschen Meisterschaften im Skispringen der Damen 2016 fanden am 3. Oktober 2016 in Berchtesgaden statt. Die Wettbewerbe wurden auf den Anlagen der mit 
Matten belegten Kälbersteinschanzen ausgetragen. Das Einzelspringen der Frauen fand von der HS 98 Normalschanze statt, während die Juniorinnen von der HS 64 Mittelschanze starteten. Deutsche Meisterin wurde Anna Rupprecht vom SC Degenfeld.  Offizieller Ausrichter war neben dem Deutschen Skiverband und dem Bayerischen Skiverband der SK Berchtesgaden.

## Teilnehmerinnen
| 23 Teilnehmerinnen aus fünf Bundesländern                                                           | 23 Teilnehmerinnen aus fünf Bundesländern |
| --------------------------------------------------------------------------------------------------- | ----------------------------------------- |
| - Sachsen (8) - Baden-Württemberg (6) - Bayern (4) – Gastgeber - Thüringen (3) - Sachsen-Anhalt (2) |                                           |

## Ergebnisse

### Frauen
Es waren 23 Athletinnen gemeldet, jedoch kamen nur 19 in die Wertung, nachdem vier Skispringerinnen nicht an den Start gingen.
| Platz | Name              | Verein                   | Weite 1 | Weite 2 | Punkte |
| ----- | ----------------- | ------------------------ | ------- | ------- | ------ |
| 01.   | Anna Rupprecht    | SC Degenfeld/SBW         | 90,0    | 92,5    | 230,0  |
| 02.   | Carina Vogt       | SC Degenfeld/SBW         | 85,0    | 92,0    | 218,0  |
| 03.   | Katharina Althaus | SC Oberstdorf/BSV        | 86,5    | 89,0    | 215,5  |
| 04.   | Ramona Straub     | SC Langenordnach/SBW     | 90,0    | 82,5    | 208,5  |
| 05.   | Svenja Würth      | SV Baiersbronn/SBW       | 78,0    | 89,0    | 194,5  |
| 06.   | Juliane Seyfarth  | TSG Ruhla/TSV            | 82,0    | 83,5    | 192,0  |
| 07.   | Gianina Ernst     | SC Oberstdorf/BSV        | 77,5    | 83,0    | 182,5  |
| 08.   | Selina Freitag    | SG Nickelhütte Aue/SVSac | 75,0    | 79,5    | 163,0  |
| 09.   | Nicole Hauer      | WSV DJK Rastbüchl/BSV    | 75,0    | 78,0    | 162,5  |
| 10.   | Henriette Kraus   | SG Nickelhütte Aue/SVSac | 70,0    | 79,0    | 147,8  |

### Juniorinnen
Es waren 18 Athletinnen gemeldet, jedoch kamen nur 16 in die Wertung, nachdem zwei Skispringerinnen nicht an den Start gingen.
| Platz | Name            | Verein                   | Weite 1 | Weite 2 | Punkte |
| ----- | --------------- | ------------------------ | ------- | ------- | ------ |
| 01.   | Gianina Ernst   | SC Oberstdorf/BSV        | 59,0    | 64,0    | 242,0  |
| 02.   | Luisa Görlich   | WSV 08 Lauscha/TSV       | 57,5    | 61,0    | 226,7  |
| 03.   | Pauline Heßler  | WSV 08 Lauscha/TSV       | 58,5    | 63,0    | 222,9  |
| 04.   | Selina Freitag  | SG Nickelhütte Aue/SVSac | 56,0    | 60,5    | 199,6  |
| 05.   | Arantxa Lancho  | SG Nickelhütte Aue/SVSac | 55,0    | 59,0    | 191,6  |
| 06.   | Henriette Kraus | SG Nickelhütte Aue/SVSac | 35,0    | 54,5    | 173,0  |
| 07.   | Agnes Reisch    | WSV Isny/BSV             | 52,5    | 53,0    | 172,2  |
| 08.   | Lilly Kübler    | SV Zschopau/SVSac        | 53,0    | 54,0    | 170,3  |
| 09.   | Jenny Nowak     | SC Sohland/SVSac         | 52,5    | 52,0    | 166,3  |
| 10.   | Sandra Müller   | WSV Grüna/SVSac          | 51,0    | 52,5    | 163,4  |